# Bagmati (municipalité)
Pour les articles homonymes, voir Bagmati (homonymie).
Bagmati est une municipalité rurale du Népal, située dans le district de Makwanpur, de la province de Bagmati. La population s'élève à 30 495 habitants selon les chiffres du recensement de 2011. Son chef-lieu est Phaparbari.
La municipalité est créée lors de la réorganisation administrative du 10 mars 2017 par la fusion des anciens comités de développement villageois de Betini, Phaparbari et Raigaun.